# Ctenarytaina euryae
Ctenarytaina euryae är en insektsart som först beskrevs av Yang 1984.  Ctenarytaina euryae ingår i släktet Ctenarytaina och familjen rundbladloppor. Inga underarter finns listade i Catalogue of Life.